# Orde de la Corona (Prússia)
El Reial Orde de la Corona (alemany: Königlicher Kronen-Orden) va ser un orde de cavalleria prussià. Instituït el 1861 com un honor d'igual rang a l'Orde de l'Àguila Vermella, la pertinença només es podia conferir a oficials comissionats (o civils d'estatus aproximadament equivalent), però hi havia una medalla associada a l'orde que podia ser guanyada per persones que no oficials comissionats i soldats.
Oficialment, l'Orde de l'Àguila Vermella i l'Orde de la Corona eren iguals. Tanmateix, la majoria dels funcionaris preferien ser nomenats a l'antic Orde de l'Àguila Vermella. L'Orde de la Corona s'utilitzava sovint com a premi per a algú que havia de ser recompensat mentre que el govern prussià no volia utilitzar l'Orde de l'Àguila Vermella.

## Classes
L'Orde tenia sis classes:
- Gran Creu: portava la insígnia de la Gran Creu en una faixa a l'espatlla dreta, més l'estrella a l'esquerra del pit;
- 1a classe: portava la insígnia en una faixa a l'espatlla dreta, més l'estrella a l'esquerra del pit.
- 2n Classe: portava la insígnia en un coll, més l'estrella a l'esquerra del pit.
- 3r Classe: portava la insígnia en una cinta a l'esquerra del pit.
- 4t Classe: portava la insígnia en una cinta a l'esquerra del pit.
- Medalla: portava la medalla en una cinta a l'esquerra del pit.

## Insígnia
El distintiu de l'Orde per a les classes de 1r a 4t era una creu patent daurada, amb esmalt blanc (excepte per a la 4a classe, que era llisa). El disc central daurat a l'anvers portava la corona de Prússia, envoltada per un anell d'esmalt blau que portava el lema de l'Imperi alemany Gott Mit Uns (Déu amb nosaltres). El disc daurat revers té el monograma reial prussià, envoltat per un anell d'esmalt blau amb la data del 18 d'octubre de 1861.
L'estrella de l'Orde era (per a la Gran Creu) una estrella daurada de vuit puntes, (per a 1a classe) una estrella de vuit puntes de plata, o (per a la 2a classe) una estrella de quatre puntes platejada, totes amb raigs rectes. El disc central daurat portava de nou la corona de Prússia, envoltada per un anell d'esmalt blau que portava el lema Gott Mit Uns.
La cinta de l'Orde era blava.
Les insígnies de l'orde es podrien atorgar en desenes de variacions. Per exemple, amb la Creu de Ginebra superposada (Creu Roja – normalment donada als metges per a un servei meritori), amb espases i amb fulles de roure.